# Sevens Seas
Seven Seas Comics est une revue de Leader Enterprise, un éditeur confidentiel américain. Cette série connut 6 numéros de 1946 à 1947.

## Historique
Seven Seas est la plus longue revue de comics de Leader Enterprise. Quand on sait que seuls 6 numéros furent édités on mesure l’impact de cette maison.

Néanmoins Seven Seas offrait un concept intéressant, en tout cas nouveau à l’époque : des histoires centrées sur l’univers maritime. À ce titre une seule des bandes publiées relève du domaine « pirate »; les autres appartiennent à l'humour, l'aventure et au policier.

En fait la seule vraie héroïne de la revue est bien sûr Alani, la South Sea Girl.
Parmi les collaborateurs de cette revue, on soulignera la présence, malheureusement furtive, de Jack Kamen et Al Feldstein qui illustreront et s'illustreront chez EC Comics.

Voici en synthèse un rapide survol des héros du magazine.

### Alani, la South Sea Girl
Alani est une fleur des îles qui habite Papeete. Il est à noter que les paysages (notamment volcans !) font davantage penser à Hawaï qu'à Tahiti, mais en 1946 qui s'en souciait ? Manning Lee Stokes qui est déjà ultra-présent dans la revue préfère prendre l’alias de Thorne Stevenson.

### Capitaine Cutlass
Rodney Yorke a quelques ennuis avec les argousins du roi d’Angleterre et le voici obligé de voguer vers les Caraïbes où il va connaître de très classiques et très linéaires aventures. 

Une autre réalisation de … Manning Lee Stokes, sous l’alias de Jonathan Lee.

### Harbor Patrol
Le sergent Steve Badger et Squeaky sont deux membres de la police portuaire. Ils tentent de faire régner l’ordre et d’arrêter voleurs et trafiquants grâce à leur vedette rapide. Cette série policière, derrière laquelle se profile encore Manning Lee Stokes, est davantage une série d’enquêtes éclair et de poursuites que d’énigmes.

### The Ol’ Skipper
Ruth Roche a choisi le pseudo, assez transparent, de Rod Roche pour scénariser ces histoires où un vieux capitaine à la longue barbe blanche raconte à des enfants des histoires et anecdotes de sa longue carrière.

### Sagas of the Sea
Présentées au départ comme des histoires authentiques, une collection de récits maritimes classiques.

### Tall Tales
Bande d’humour signée par Frank Little sous le pseudonyme de Watt A. Lyre.

### Tugboat Tessie
Toujours Manning Lee Stokes aux manettes du scénario. Cette fois ci il a pris le nom de Lee Stoken. Tessie est une forte femme, rousse et capitaine d’un remorqueur. Sa fille Melody est une jeune blonde aussi fine que ravissante. Il leur arrive à chaque épisode des aventures héroïco-comiques.

## Publications
Quand les épisodes n’ont pas de titre, n’est mentionné que le nom du personnage principal.

### #1 (avril 1946)
1.	Captain Cutlass – 7 planches (Scénario : Manning Lee Stokes ? / Dessins : Robert Webb ?)
2.	Tall Tales – 4 planches (Scénario et dessins : Watt A. Lyre). Bande d’humour.
3.	Tugboat Tessie – 6 planches (Scénario : Lee Stoken/ Dessins : Alex Blum ?; Matt Baker ?)
4.	Harbor Patrol – 7 planches (Scénario : Manning Lee Stokes / Dessins : Bob Hebberd)
5.	Crossbones Charlie – 2 planches (Scénario et dessins : Frank Little)
6.	The Ol' Skipper – 6 planches (Scénario : Ruth Roche ? / Dessins : Alex Blum ?)
7.	Sagas of the Sea Authentic Adventures – 4 planches (Dessins : Robert Webb ?)
8.	South Sea Girl – 9 planches (Scénario : Manning Lee Stokes / Dessins : Matt Baker)

### #2 (juillet 1946)
9.	Captain Cutlass – 7 planches (Scénario : Manning Lee Stokes ? / Dessins : Robert Webb ?)
10.	Tall Tales – 4 planches (Scénario et dessins : Watt A. Lyre). Bande d’humour.
11.	Tugboat Tessie – 6 planches (Scénario : Lee Stoken/ Dessins : Alex Blum)
12.	Harbor Patrol – 7 planches (Scénario : Manning Lee Stokes / Dessins : Bob Hebberd)
13.	Crossbones Charlie – 2 planches (Scénario et dessins : Frank Little)
14.	The Ol' Skipper – 6 planches (Scénario : Ruth Roche? / Dessins : Alex Blum)
15.	Sagas of the Sea – 5 planches (Dessins : Robert Webb ?)
16.	South Sea Girl – 8 planches (Scénario : Manning Lee Stokes / Dessins : Matt Baker)

### #3 (juillet 1946)
17.	South Sea Girl – 6 planches (Scénario : Manning Lee Stokes / Dessins : Matt Baker)
18.	Harbor Patrol – 7 planches (Scénario : Manning Lee Stokes / Dessins : Bob Hebberd)
19.	Tugboat Tessie – 6 planches (Scénario : Lee Stoken/ Dessins : Alex Blum)
20.	The Ol' Skipper – 6 planches (Scénario : Ruth Roche / Dessins : Al Feldstein ?)
21.	Captain Cutlass – 7 planches (Scénario : Manning Lee Stokes / Dessins : Robert Webb)

### #4 (1947 / pas de précision de mois)
1. 22.	Murder Goes Native – 6 planches (Scénario : Manning Lee Stokes / Dessins : Matt Baker). Quatrième aventure d’Alani la south sea girl.
2. 23.	The Ol' Skipper – 6 planches (Scénario : Ruth Roche / Dessins : ?)
3. 24.	Tall Tales – 4 planches (Scénario et dessins : Watt A. Lyre). Bande d’humour.
4. 25.	Sagas of the Sea – 5 planches (Dessins : Robert Webb)
5. 26.	Harbor Patrol – 7 planches (Scénario : Manning Lee Stokes / Dessins : Bob Hebberd)

### #5 (1947 / pas de précision de mois)
27.	The Thirsty Blade – 6 planches (Scénario : Manning Lee Stokes / Dessins : Matt Baker). Cinquième aventure d’Alani la south sea girl.
28.	The Plunging Pachyderm – 6 planches (Scénario : Lee Stoken/ Dessins : Alex Blum). Quatrième aventure de Tugboat Tessie
29.	The Crawling Death Fish – 6 planches (Scénario : Manning Lee Stokes / Dessins : Robert Webb). Quatrième aventure du capitaine Cutlass.
30.	The Tide of Doom – 5 planches (Dessins : Jack Kamen). Nouvel épisode de Sagas of the Sea
31.	The Adventure of the Wandering Weapon– 7 planches (Scénario : Manning Lee Stokes / Dessins : Bob Hebberd). Cinquième aventure de la Harbor Patrol.

### #6 (1947 / pas de précision de mois)
1.	Echoes of an A-Bomb– 7 planches (Scénario : Manning Lee Stokes / Dessins : Matt Baker). Sixième aventure d’Alani la south sea girl.
2.	Tugboat Tessie – 6 planches (Scénario : Lee Stoken/ Dessins : ?). Cinquième aventure de Tugboat Tessie
3.	Old Ironsides – 5 planches. Nouvel épisode de Sagas of the Sea
4.	Marty and the Mermaid – 6 planches (Scénario et dessins : Franky) Bande d’humour
5.	Rascals, Ransom and Revenge – 6 planches (Scénario : Manning Lee Stokes / Dessins : ?). Cinquième aventure du capitaine Cutlass.

### Sources
- http://www.comics.org/series/18631/
- (en) Ron Goulart, Comic Book Culture : An illustrated history, Portland, Collectors Press, 2000, 204 p. (ISBN 1-888054-38-7, présentation en ligne)
- http://www.comicvine.com/seven-seas-comics/49-26881/
- « South Sea Girl in "Horror in the Hills" (Leader/Universal Features;1946) », sur comicbookcatacombs.blogspot.fr (consulté le 13 mai 2024)